# 濱頓別站

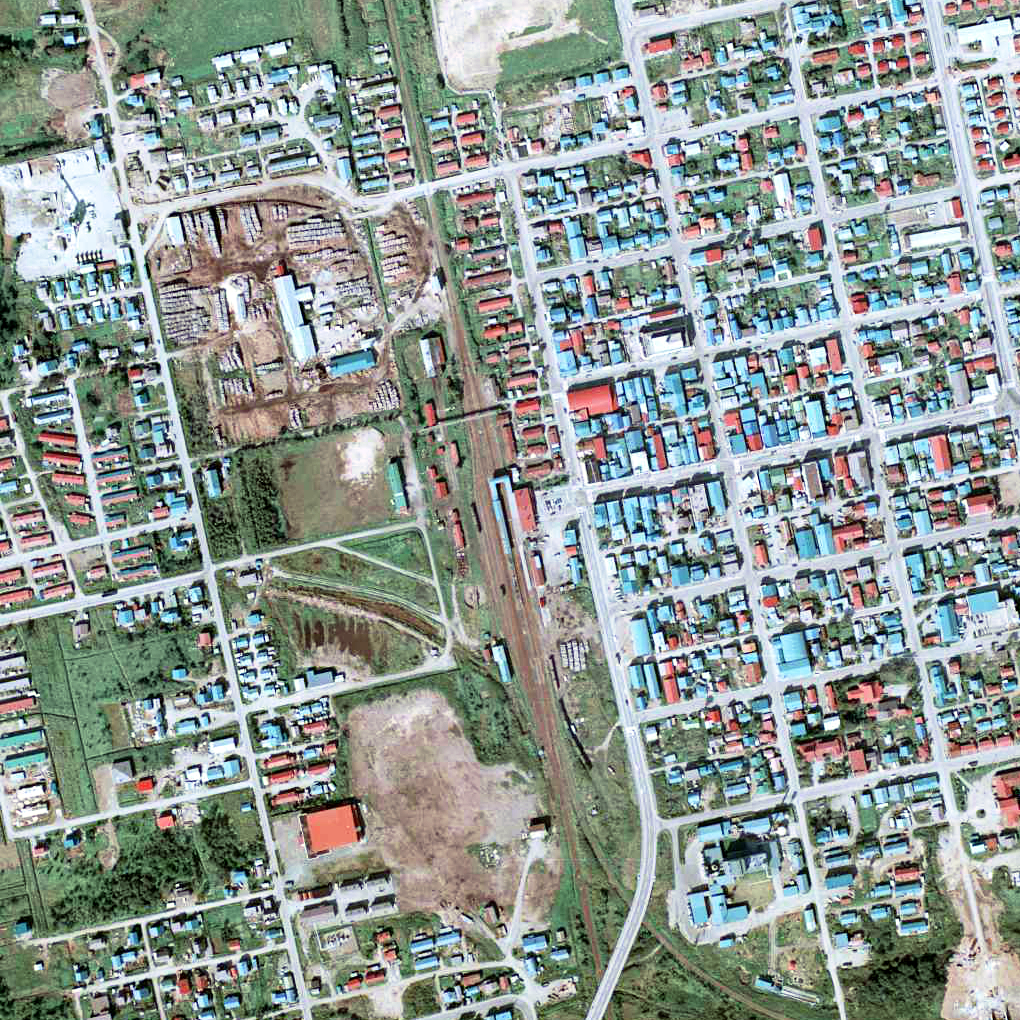
1977年的濱頓別站與方圓約750米範圍。上行為猿拂方向。當時還有興濱北線，在下方向右延伸的路軌是前往北見枝幸的興濱北線。當時車站的配線使用國鐵常見的形態，設有2面3線的月台，外側設有4修側線。車站大樓旁邊設有貨物月台和引込線。在該引込線向中頓別一方（南邊）延伸設有堆場和貨物的留置線。圖中可看見貨物車輛停在車站內。由於此站是興濱北線的起點站，因此可看到機關區。在車站北邊設有機車庫，南邊保留了轉車盤和入出庫線。周邊可看到水塔等設施，從此得知還有蒸氣機車行走。車站後方北邊設有木工場，並有專用線與本線並行。

濱頓別站（日语：／ Hama-Tombetsu eki */?）是位於北海道枝幸郡濱頓別町字濱頓別，北海道旅客鐵道（JR北海道）的天北線車站（廢站）。隨著天北線廢線，車站在1989年（平成元年）5月1日廢除。此站曾經在日本國有鐵道時代可轉乘興濱北線。
在天北線廢除前，於線上行走的急行「天北」會停靠此站。

## 歷史
- 1918年（大正7年）8月25日 - 鐵道院宗谷線中頓別站至此站之間開通，此站啟用[1]。當時為一般車站。
- 1919年（大正8年）
  - 10月20日 - 路線名稱改為宗谷本線，成為宗谷本線車站[1]。
  - 11月1日 - 此站至淺茅野站之間開通，成為中途站[1]。
- 1930年（昭和5年）4月1日 - 音威子府站至稚內站之間的路段改名為北見線，成為北見線車站[1]。
- 1936年（昭和11年）
  - 7月10日 - 興濱北線開業[1]。
  - 10月1日 - 設置稚內機關區濱頓別分區[2]。
- 1942年（昭和17年）8月26日 - 車站大樓翻新[3]。
- 1943年（昭和18年）12月10日 - 車站大樓被燒毀[3]。
- 1944年（昭和19年）
  - 8月15日 - 車站大樓翻新[3]。
  - 11月1日 - 興濱北線因成為不要不急線而暫停服務。
- 1945年（昭和20年）12月5日 - 興濱北線重開。
- 1946年（昭和21年）6月13日 - 設置跨線橋[3]。
- 1949年（昭和24年）6月1日 - 日本國有鐵道成立，成為日本國有鐵道車站。
- 1956年（昭和31年）4月1日 - 廢除稚內機關區濱頓別分區。變成駐泊所。
- 1961年（昭和36年）4月1日 - 路線改名為天北線，成為天北線車站[4]。
- 1969年（昭和44年）9月25日 - 車站大樓翻新[3]。
- 1974年（昭和49年）10月1日 - 營業範圍變更為旅客、行李和車載貨物[5]。
- 1984年（昭和59年）2月1日 - 結束處理貨物和行李。營業範圍只處理旅客[6]。
- 1985年（昭和60年）7月1日 - 興濱北線廢除[7]。
- 1987年（昭和62年）4月1日 - 伴隨國鐵分割民營化，車站由北海道旅客鐵道（JR北海道）營運[1]。
- 1989年（平成元年）5月1日 - 天北線全線廢除，此站也廢除[1]。

## 車站構造
截至車站廢除前，車站是一座地面車站，設有1面2線的島式月台。當時可進行列車交會。曾經此站設有2面3線的島式月台（車站大樓一方的月台為單式月台）。在1985年（昭和60年）7月1日，興濱北線廢除後，把1號月台的路軌撤走。截至1983年（昭和58年），從車站大樓一方（東邊）的月台編號為1、2、3號月台。2、3號月台與車站大樓靠近南稚內一處設有跨線橋連接，1號月台鄰接車站大樓。當時的1號月台是興濱北線專用月台，2號月台為天北線上行線，3號月台為天北線下行線。而1號月台另一邊曾經為舊貨物側線，該處有一條路軌。在3號月台外側（西邊）設有五條側線，在分支側線的地方附近設有轉車盤。
此站是職員配置站。車站大樓位於站內東邊。車站大樓由鋼筋建造，內部空間比較大，因此成為天北線的中心車站。大樓內觀光據點建築物。截至1983年（昭和58年），候車室內展示了松葉蟹的標本。站內設置了「我的旅程紀念章」。
興濱北線的車長由此站派遣。

## 站名的由來
車站之名稱，乃是因為「位於頓別川注入鄂霍次克海的附近」，故取名為「濱頓別」。「頓別」的阿伊努語為「トウ・ウン・ペツ」，其意思是「從沼澤中流出的河流」。然後再冠以「濱」字。
後來，行政中心與市區遷移至車站周邊，在1951年（昭和26年）實施町制時，町名便隨站名稱為濱頓別町。砂川站也是有同樣情況。

## 使用狀況
- 1981年度（昭和56年度）的1日上下車人次為495人[8]。

| 乘車人員變化 | 乘車人員變化 |
| 年度         | 1日平均人次  |
| ------------ | ------------ |
| 1934         | 86           |
| 1951         | 376          |
| 1961         | 873          |
| 1965         | 1028         |
| 1971         | 580          |
| 1981         | 408          |
| 1985         | 350          |

## 車站周邊
- 國道238號（日语：国道238号）（鄂霍次克線）
- 國道275號（頓別国道）
- 濱頓別町公所
- 枝幸警署（日语：枝幸警察署）濱頓別駐在所
- 濱頓別郵局
- 北海道濱頓別高等學校（日语：北海道浜頓別高等学校）
- 濱頓別中學
- 濱頓別小學
- 濱頓別便利公園
- 稚內信用金庫（日语：稚内信用金庫）濱頓別分店
- 北洋銀行濱頓別分店
- 東宗谷農業協同組合（JA東宗谷）本所
- 屈茶路湖
- 頓別川[12]

## 現況
在廢站後，設備被撤走，車站遺址建設了濱頓別町的「濱頓別巴士總站」。該處設有宗谷巴士的櫃臺。天北線代行巴士、興濱北線代行巴士和城際巴士會駛入總站。巴士總站建築物樓高2層，內部設有濱頓別町立圖書館和鐵路紀念館。截至1997年（平成9年），空地比較多。在2001年（平成13年）8月，濱頓別町公所遷移至巴士總站後方。
部分路軌遺址轉變為國道275號、公園和行人路。在南稚內一方的路軌遺址中，從此站至猿拂站之間轉變為「北鄂霍次克單車徑」。

## 其他
截至1987年（昭和62年）4月（1987年（昭和62年）3月20日時間表修正），於此站到發的區間列車中，上下行各有1班（音威子府站至此站之間）。

## 相鄰車站
北海道旅客鐵道（JR北海道）
天北線
常盤－濱頓別－山輕
曾經山輕站至此站之間設有北頓別臨時乘降場（日语：／），啟用日期不詳，1967年（昭和42年）10月1日廢除。
日本國有鐵道
興濱北線（1985年廢除）
濱頓別－（頓別臨時乘降場）－豐牛

## 注腳
1. 1 2 3 4 5 6 7  曾根悟（監修）. 朝日新聞出版分冊百科編集部（編集） , 编. . 週刊朝日百科. 20号・宗谷本線／留萌本線. 朝日新聞出版. 2009-11-02: 14–17・27頁 （日语）.
2. ↑  《鉄道省年報. 昭和11年度》在7月10日（國立國會圖書館近代數碼圖書館）
3. 1 2 3 4 5 6 7  浜頓別町史編集委員会 (编). . 北海道出版企画センター. 1995-03. ISBN 978-4832895010 （日语）.
4. ↑  1961年（昭和36年）3月29日日本國有鐵道公示第100號「日本国有鉄道線路名称の一部を改正する件」
5. ↑  1974年（昭和49年）9月12日日本國有鐵道公示第208號「駅の営業範囲の改正」
6. ↑  1984年（昭和59年）1月30日日本國有鐵道公示第174號「駅の営業範囲の改正」
7. ↑  1985年（昭和60年）6月21日日本國有鐵道公示第32號「旅客運輸営業の廃止」
8. 1 2 3 4 5 6 7  宮脇俊三 (编). . 原田勝正. 小學館. 1983-07: 189. ISBN 978-4093951012 （日语）.
9. ↑  高浜博隆. . コロタン文庫 36. 鐵道友之會東京分部 56.4訂補版. 小學館. 1981-10: 27 （日语）.
10. ↑   第1版. 札幌市: 日本国有鉄道北海道総局. 1973-3-25: 187. ASIN B000J9RBUY. 已忽略文本“和書 ” (帮助);
11. ↑  浜頓別町史編集委員会 (编). . 北海道出版企画センター. 1995-3. ISBN 978-4832895010. 已忽略文本“和書” (帮助);
12. ↑  . 地勢堂. 1980-03: 17 （日语）.
13. ↑  宮脇俊三 (编). . JTB Can Books. JTB出版. 1997-11: 25. ISBN 978-4533028571 （日语）.
14. ↑  宮脇俊三 (编). . JTB Can Books. JTB出版. 2001-07: 40–42. ISBN 978-4533039072.
15. ↑  JNR編集. . 時刻表 (弘濟出版社（日语：交通新聞社）). 1987-04, (1987年4月号): 508–509 （日语）.